# Gnamptogenys semiferox
Gnamptogenys semiferox é uma espécie de formiga do gênero Gnamptogenys.